# Nieuwe Stad (plaatsnaam)
Nieuw gestichte steden worden niet zelden simpelweg Nieuwe Stad genoemd, althans een woord dat in de lokale taal 'Nieuwe Stad' betekent, zoals 'Nieuwstadt', 'Neustadt', 'Villeneuve' en 'Newtown'. 

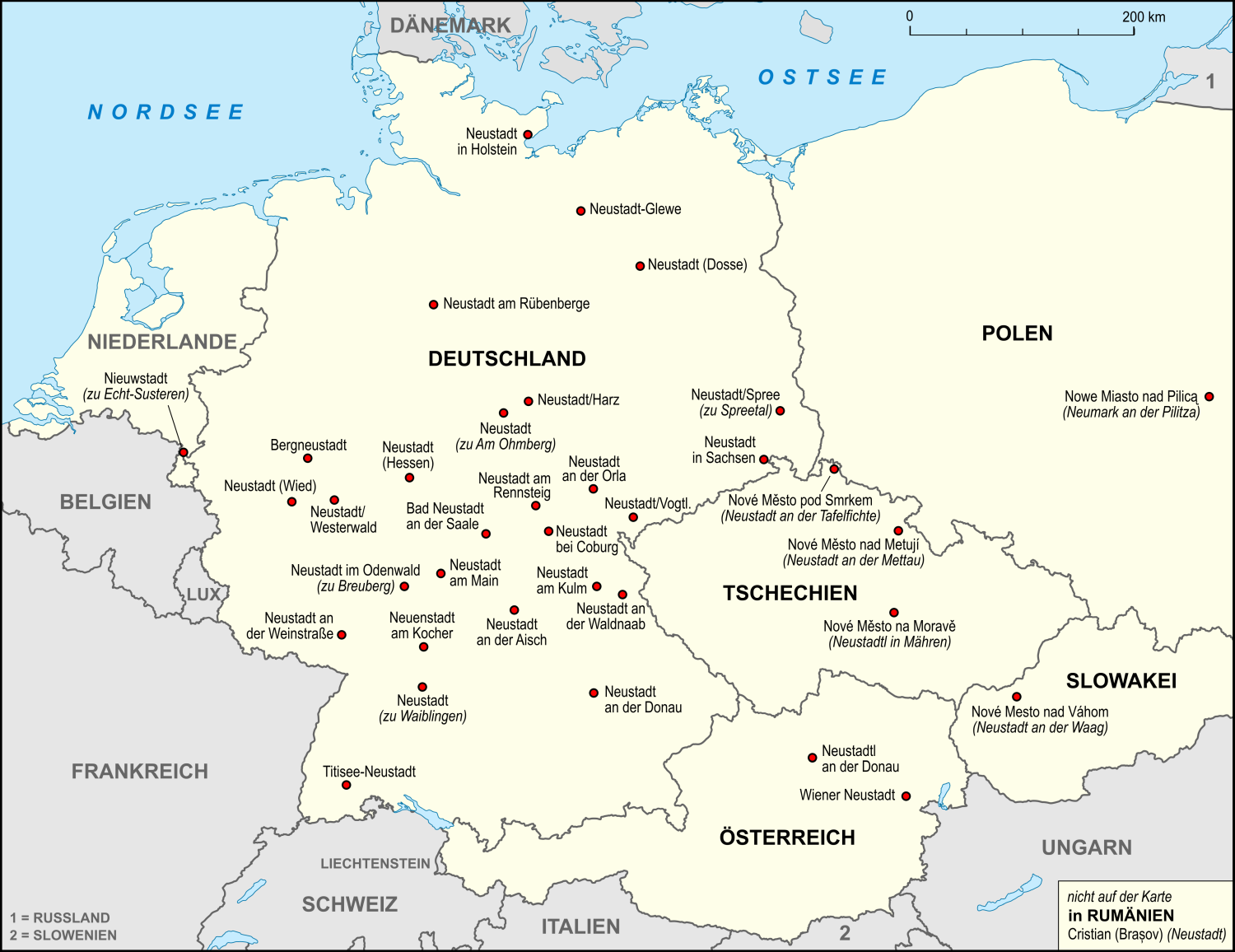
Neustadt in Europa, Europese stedenband van plaatsen die 'Neustadt' heten in het Duits

## Kolonies in de oudheid
In de oudheid zijn er rond de Middellandse Zee verschillende kolonies gesticht door Feniciërs, Grieken en Romeinen. Enkele nieuw gestichte steden zijn daarbij 'Nieuwe Stad' genoemd. 
De stad Carthago, bijvoorbeeld, werd volgens de overlevering in 814 v.Chr. door de Feniciërs gesticht en heette oorspronkelijk in het Punisch: Qart Hadasht ( ; "nieuwe stad"). Toen Hasdrubal de Schone, een legeraanvoerder uit Carthago, Carthago Nova (het latere Cartagena) stichtte, werd deze stad ook weer Qart chadast (Nieuwe Stad) genoemd. 
De stad Napels is rond de achtste eeuw voor Christus gesticht door inwoners van de Griekse kolonie Cumae,  en werd door hen Νέα Πόλις - Néa Pólis (nieuwe stad) genoemd. Uit 'Néa Pólis' is de later de naam Napels ontstaan. Ook de naam van de Palestijnse stad Nablus gaat terug op Néa Pólis.

## Verlegging van de stadsgrenzen
De steden in de middeleeuwen hadden verdedigingswerken als wallen, grachten en muren. Hierdoor was de stad vaak noodgedwongen langdurig beperkt tot een klein gebiedje. Om de stad te kunnen uitbreiden moesten nieuwe stadsmuren en poorten worden gebouwd, wat een zeer omvangrijk werk was. 
Het nieuwe stuk stad werd vaak de "Nieuwe stad" genoemd en het oudere stuk de "Oude stad". Een typisch voorbeeld van zo'n historische stad is de Nieuwe Stad in Praag, die in het jaar 1348 werd gesticht door keizer Karel IV, net buiten de zuidelijke stadsmuren van de Oude Stad. 
Vele andere oude steden hebben ook een stadswijk die 'Nieuwe Stad' genoemd wordt. Ondanks de naam 'Nieuw', zijn deze wijken vaak al eeuwen oud. Nederlandse voorbeelden zijn de Nieuwstad in Groningen, een straat die in 1348 werd aangelegd, en de buurt Nieuwstad, tussen Delfzijl en Farmsum. Ook Leeuwarden, Zwolle, Zutphen en Elburg hebben hun 'Nieuwstad'. Een voorbeeld van een plaatsnaam die al lang bestaat is Nieuwstadt (gemeente Echt-Susteren). Deze naam stamt al uit 1277, waarin Nieuwstadt wordt genoemd als 'Nove Ville apud Elsene', hetgeen betekent "Nieuwe stad aan (of op) Elsene"

## Geplande steden
Een speciaal geval is een stad die geheel nieuw is gebouwd als stad in een voorheen onbebouwd of vrijwel onbebouwd gebied. Een voorbeeld van zo'n geplande stad is Dunaújváros, Hongaars voor 'Nieuwstad aan de Donau'. Met de bouw van deze stad werd in 1950 begonnen en in 1961 werd hij Dunaújváros genoemd.

## Neustadt
De Europese steden die in het Duits Neustadt heten, hebben een speciaal vriendschapsband, "Neustadt in Europa". 